# 우크라이나 독립선언법

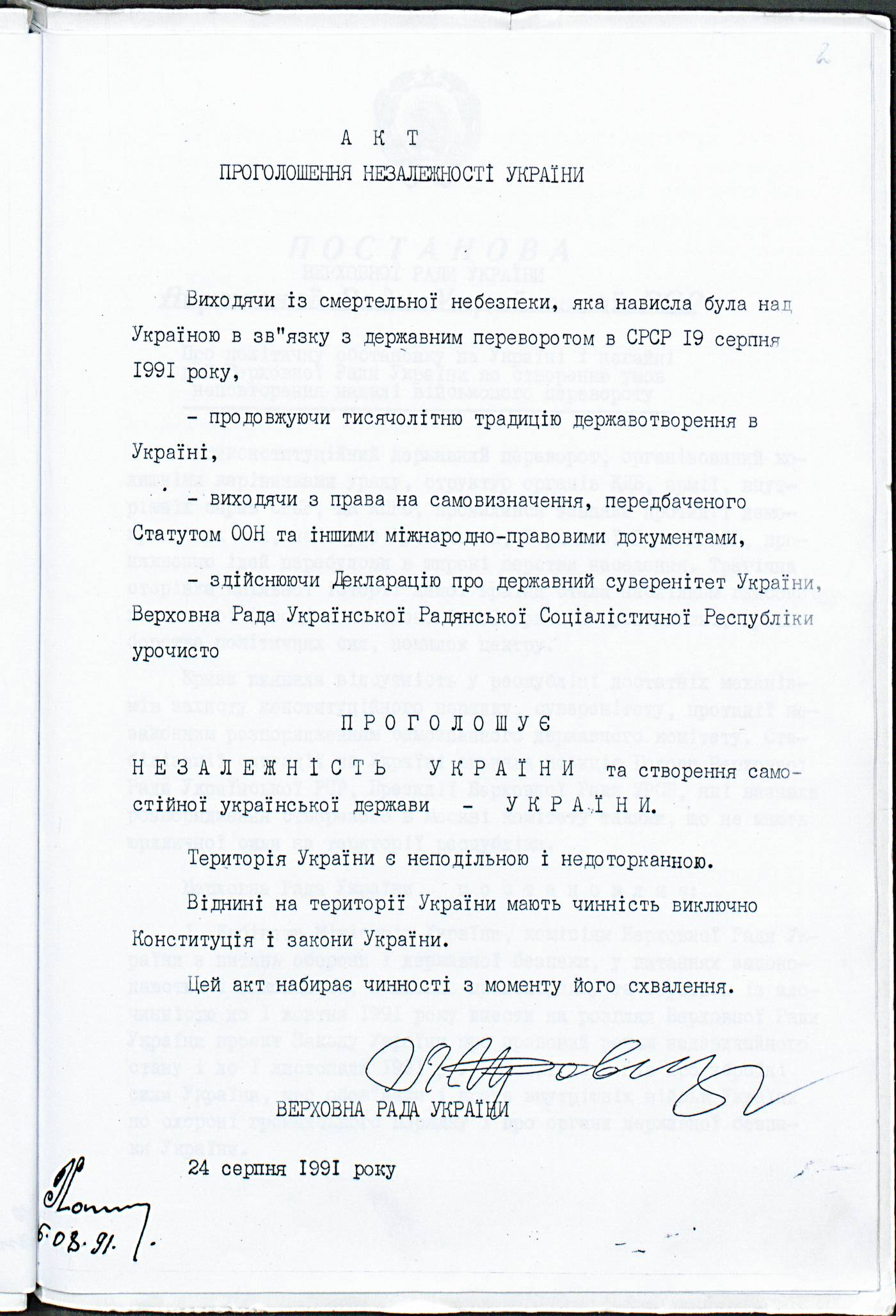
독립선언문

우크라이나 독립선언법(우크라이나어: Акт проголошення незалежності України)은 1991년 8월 24일 당시 소련의 구성국이었던 우크라이나 소비에트 사회주의 공화국의 의회 임시 회의에서 채택된 정치적이자 법적 문서로, 이 문서는 우크라이나의 독립과 더불어 우크라이나 국가의 창설을 선언한 것이다.

## 같이 보기
- 독립
- 독립선언